# Ropalodontus populi
Ropalodontus populi es una especie de coleóptero de la familia Ciidae.

## Distribución geográfica
Habita en el sur de Europa.